# The War and Treaty
The War and Treaty ist ein US-amerikanisches Musikerduo aus Michigan. 2023 wurden sie als erstes schwarzes Duo bei beiden großen Country-Awards für eine Auszeichnung als bestes Duo des Jahres nominiert.

## Bandgeschichte
Das Duo besteht aus Tanya Blount und Mike Trotter Jr., die sich in Michigan kennenlernten und später heirateten. Blount hatte bereits in den 1990er Jahren eine Solokarriere angestrebt, während Trotter erst während seiner Militärzeit im Irakkrieg ab 2003 zum aktiven Musiker wurde. Sie beschlossen, gemeinsam Musik zu machen, und traten anfangs noch als Trotter & Blount auf. Sie veröffentlichten unter diesem Namen auch ein erstes Album, nannten sich dann aber in The War and Treaty um. Vor allem machten sie durch ihre dynamischen Auftritte auf sich aufmerksam und wurden für Folk Festivals und Konzerte im ganzen Land gebucht. Sie unterschrieben 2017 bei Strong World Entertainment und veröffentlichten eine erste Label-EP. Während sie weiter tourten und bei Festivals auftraten, bereiteten sie ihr Debütalbum vor. Sie hatten sich in der Americana-Szene einen Namen gemacht und konnten u. a. Emmylou Harris und Sam Bush für Gastbeiträge gewinnen. Healing Tide erschien 2018 und platzierte sich in den Heatseekers- und Independent-Charts platzieren.
Das zweite Album Hearts Town war 2020 ähnlich erfolgreich und als Gastmusiker waren u. a. Jason Isbell und Jerry Douglas beteiligt. Im Jahr darauf hatten sie einen Auftritt bei den Academy of Country Music Awards (ACM) zusammen mit Dierks Bentley, was ihnen viel Beachtung in der Country-Szene brachte. Sie hatten sich bereits vorher in Nashville niedergelassen und unterschrieben 2022 beim dortigen Ableger von Universal. Im selben Jahr traten sie auch bei der zweiten großen Countrypreisverleihung, den Country Music Association Awards (CMA), zusammen mit den Brothers Osborne auf.
Den endgültigen Durchbruch brachte 2023 das Album Lover’s Game. Produziert wurde es von dem mehrfachen Grammy-Gewinner Dave Cobb. Es brachte ihnen eine Nominierung in der Kategorie Best New Artist bei den Grammy Awards sowie eine Nominierung des Albumsongs Blank Page in der American-Roots-Kategorie. Außerdem hatten sie später im Jahr ihren ersten größeren Charterfolg zusammen mit Zach Bryan: Gemeinsam kamen sie mit dem Song Hey Driver bis auf Platz 15 der offiziellen Singlecharts. Als erstes schwarzes Duo erhielten sie bei Countrypreisen Nominierungen in der Kategorie Vocal Duo of the Year, und zwar sowohl bei der ACM als auch der CMA, und konnten sie im Jahr darauf wiederholen.

## Mitglieder
- Tanya Blount
- Mike Trotter Jr.

## Diskografie
Alben
- Love Affair (als Trotter & Blount, 2016)
- Healing Tide (2018)
- Hearts Town (2020)
- Lover’s Game (2023)
- Plus One (2024)

Lieder
- Five More Minutes (2020)
- Pride (In the Name of Love) (mit Dierks Bentley, CMA-Awards 2021)
- It’s Only Rock ’n Roll (But I Like It) (mit den Brothers Osborne, ACM-Awards 2022)
- Hey Driver (Zach Bryan featuring the War and Treaty, 2023, UK: Silber)
- Do You Hear What I Hear? (mit Josh Groban, 2024)